# Dobrzechów (przystanek kolejowy)
Dobrzechów – przystanek kolejowy i mijanka w Dobrzechowie w województwie podkarpackim, w Polsce, na linii Rzeszów Główny-Jasło. Znajdują się tu 2 perony. Przystanek jest obsługiwany wyłącznie przez pociągi osobowe Przewozów Regionalnych.

## Ruch pasażerski
| Rok  | Wymiana pasażerska na dobę |
| ---- | -------------------------- |
| 2017 | 0-9                        |
| 2022 | 20-49                      |

## Połączenia
- Jasło
- Rzeszów Główny